# Канкаки (озеро)
Озеро Канкаки (англ. Lake Kankakee) — водоём, образованный за 14 000 лет до настоящего времени в долине реки Канкаки, развился путём вымывания долины Мичигана, доли Сагино и доли Гурона-Эри в Висконсинском оледенении. Эти три ледяных щита сформировали бассейн через Северо-западную Индиану. В это время ледники отступали, но остановились на тысячу лет в этих местах. Озеро осушило около 13 тыс. лет до н. в., пока не достигло уровня уступа Моменс. Обнажение известняка создало искусственный базовый уровень, удерживая воду по всему верхнему бассейну, создавая Большое болото Канкаки.
Озеро Канкаки было доисторическим озером в Висконсинскую ледниковую эпоху эпохи плейстоцена. Озеро образовалось в период, когда долины Мичигана и Сагино Лаврентийского ледника отступили к моренам Вальперейзо и Каламазу. В то время как ледниковый прогресс стал застойным, летний сток сформировал большое озеро, покрытое частями 13 округов в двух государствах.
Около 1840 года Ф. Х. Брэдли (англ. F. H. Bradley) использовал название озера Канкаки к озеру, которое, по его мнению, ранее занимало бассейн Канкаки. Песчаные отложения за пределами болота были первым признаком существования озера. Эти пески были результатом эоловых или ветровых процессов, а не озёрных или речных. Он предсказал, что озеро было бы на высоте 209 м над уровнем моря.

## Происхождение

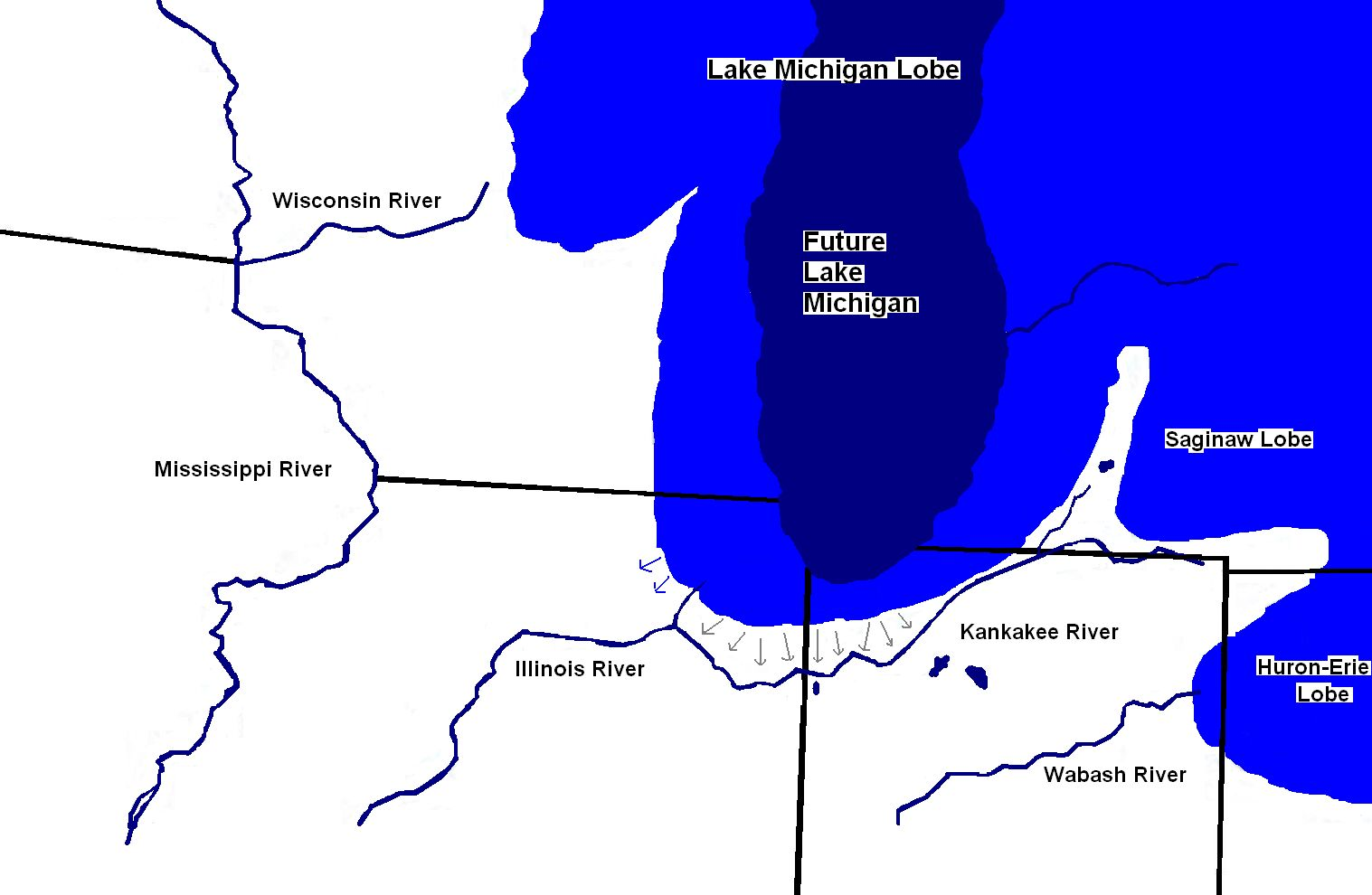
Формирование морены Морена Валпарейзо и долины Канкаки

Ледники были статичными, только в том, что ледниковые фронты таяли со скоростью, соответствующей толчку ледяной массы на юг. Талая вода от восточного края долины Мичигана и западного края долины Сагино пролегала через долину реки Довайак в западном Мичигане. Присоединяясь к исконной реке Сент-Джозеф, переворачивая поток на юг к плоской равнине до равнины штата Индиана, где теперь стоит Саут-Бенд. С востока долина реки Сент-Джозеф осушала талые воды с южного края долины Сагино и северо-западного плеча долины Гурон-Эри.
Валпарейзо образовала южный фланг долины Мичигана, а также северный гребень долины Канкаки. В северной части долины долина реки Довайак простиралась на север между мореной Валпарейзо на западе и мореной Каламазу на востоке. Морена Каламазу образовала одну сторону тающей доли Сагино, а южный фланг располагался на морене Стурджис. К югу от морены Стурджис будущая река Сент-Джозеф представляла собой болотистую равнину, простирающуюся к юго-востоку от носка долины Гурон-Эри. Сначала образовалась морена Юнион-Сити, а затем лёд отступил и снова стабилизировал морену Миссиссинава, образовавшуюся вдоль фронта этого льда. Талая вода Сагино-Лобе текла через долину реки Сент-Джозеф, в то время как талая вода Гурон-Эри-Лобе и отложения сначала впадала в верховья реки Типпекано. Когда ледник вернулся к морене Миссиссинава, стекающая вода создала долину реки Ил.
Воды, спускающиеся по долине Сент-Джозеф, пересекали равнину к югу и востоку от будущего Южного излучины, впадая в долину реки Канкаки. Вода из долины Гурон-Эри поступала через верхнюю долину Типпекано, распространяясь через равнины в округах Старк, Пьюласки, Джаспер и Ньютон, сливаясь с мелкими водами в бассейне реки Канкаки округов Сент-Джозеф, Лапорт, Портер и Лейк. Талая вода оказалась в ловушке между ледяными массами на севере и востоке и хребтом Небо-Гильбоа, ответвлением Блумингтонской морены на юг и Марсельской мореной. На западе Марсельская морена сформировала последний и самый низкий барьер. В окрестностях Марселя, штат Иллинойс, воды пересекали водораздел и создавали выход в предледниковую реку Миссисипи, создавая современную реку Иллинойс. Это событие известно как Канкаки-торрент.

## Описание
Озеро Канкаки покрыло более 7800 км2 северной Индианы и границы штата Иллинойс. У озера было два открытых водоёма, разделённых мореной Ирокез, которые образовали полуостров с запада. Северные воды тянулись к западу от Моменса, вдоль главного русла реки Канкаки до болот к юго-западу от Саут-Бенд, штат Индиана. Южные воды тянулись от Ватсеки, штат Иллинойс, на восток до реки Типпекано. Эти два бассейна были связаны через 56 км на равнине Типтон-Тилл, к западу от реки Типпекано. Долина Типпекано от Монтиселло, северный перевал Унимак и прилегающий Рочестер составляли часть этого озера.

## Развитие
Начиная примерно 15 000 лет назад Мичиганская долина Лаврентийского ледника отступила к линии вдоль морены Валпарейзо от Висконсина вдоль линии, в 48 км от озера Мичиган на юге, вокруг города Чикаго и южная оконечность озера Мичиган через Индиану, изгибаясь на север в штате Мичиган, всего в 24 км от берега. Между тем, Гурона-Сагино-Лобе растаяла обратно на север и восток вдоль линии в Мичигане, протянувшейся от Холланда на восток через Каламазу до Джэксона. Начиная с 14 000 лет назад, ледниковые лепестки очистили долину реки Канкаки ото льда. В этот момент поступательное движение льда с севера равнялось скорости таяния в течение летнего сезона. Застывший ледник обеспечил постоянный источник грунтовых пород и почвы к южному краю ледника, создав морену Валапарайсо и выпуская огромное количество воды, песка и ила в долину за её пределами. Вода, созданная озером Канкаки, затопила территорию от Моменс, штат Иллинойс, вверх по течению к востоку до Саут-Бенд, штат Индиана, с южным бассейном, простирающимся от Ватсеки, штат Иллинойс, на восток до Монтиселло и Унимак, штат Индиана.
Озёрные отложения — это отложения в озёрной воде, и только когда озеро осушается или земля поднимается, оно становится сушей. Большинство почв во всех округах, окружающих Канкаки, являются суглинистыми (до четверти глины, от четверти до половины ила с менее чем наполовину песком). Равнина вымывания залегает в песке с гравием, засыпанным повсюду. Преобладающие западные ветры стали относиться к озеру Канкаки как к берегам озера Мичиган. Дюны начали формироваться вдоль южного и восточного побережья. Там, где остались ледяные глыбы, песок заполнил впадины. В результате стока с морены Валпарейзо построены отмывающие песчаные гряды, ведущие в озеро. На юге ветры строят дюны. Поскольку объём воды уменьшился от таяния ледника на север, озеро медленно истощалось и заполнялось. Не имея возможности прорезать канал через известняковый хребет в Моменсе, озеро Канкаки превратилось в 500 000 акров (202 346 га) водно-болотных угодий.

## Эоловый песок
Эолийские пески образуют южную границу озера Канкаки, поскольку они являются результатом действия ветра, перемещающего песок от береговой линии вглубь суши. Эта особенность начинается на северо-востоке вдоль морены Максинкуки ледяной Сагино-Лобе в округе Маршалл у озера Максинкуки и Калвер. В то время как несколько дюн находятся на морене, песчаные отложения находятся вдоль западного края. Морена Максинкуки следует по северной стороне реки Типпекано в округе Фултон на восток в сторону Рочестера. Юго-восточный край песков простирается на юг и запад через округ Касс, к западу от Логанспорта, поворачивает на запад и проходит в 14 км к северу от озера Чикотт. Здесь песчаный хребет образует восточную границу равнины до текущей на запад реке Типпекано. Этот хребет проходит на запад непрерывной линией к долине Типпекано в Монтиселло. Это боковая морена между Сагино-Лобе на севере и Эри-Лобе на юге. Горный хребет продолжается на запад и становится трудно различимый, поскольку он проходит к западу от Кентленда, штат Индиана.

## Исток
Озеро Канкаки было более чем на 12 м выше нынешней реки. Он превысил западный водораздел возле Морриса, штат Иллинойс, где образовалось озеро, когда ледник отступил от Марсельской морены. Первоначально этот водоём, осушённый через многочисленные разрывы в морене на высоте от 199 м до 200 м над уровнем моря, до тех пор, пока разрыв на нынешней реке Иллинойс не опустился ниже остальных, стал истоком для этого озера. Этот исток пересекает открытую породу, подразумевая, что это был длительный медленный процесс. Таким образом, это озеро и озеро Канкаки были взяты под контроль. Террасы и пляжи в бассейне Морриса находятся на высоте 170 м над уровнем моря или 18 м над нынешним истоком реки Иллинойс. Это показывает, что это озеро существовало во время моренской стадии Валпарейзо. Уровень озёр простирался вверх по долине реки Канкаки примерно до Брэйдвуда, где начинались песчаные дюны. Как только этот прорыв на Марсельской морене был создан, он стал разгрузкой для озера Чикаго. Вместе с водами озера Ваупонси, выходной канал углубился. Озеро Канкаки в это время осушало большую часть водосбора реки Сент-Джозеф, которая питалась из Сагино-Лобе. Эрозия, вызванная таким количеством воды, создала множество особенностей вдоль реки Иллинойс и нижней реки Канкаки. Каменный барьер в Моменсе остановил эрозию ещё выше. Различные озёра, образованные ледниковыми убежищами и его моренами, были в это время на максимальных уровнях. Исток был на уровне или выше 650 м над уровнем моря.